# Кисле (Україна)
Ки́сле — село в Україні, у Зміївській міській громаді Чугуївського району Харківської області. Населення становить 50 осіб. До 2020 орган місцевого самоврядування — Бірківська сільська рада.

## Географія
Село Кисле знаходиться за 3,5 км від річки Мжа (правий берег), примикає до села Лелюки. На відстані 2 км проходить автомобільна дорога М18 (E105), за 1 км — автомобільна дорога Т 2107. До села примикає невеликий лісовий масив урочище Солдатенкове (дуб). В селі є невеликий ставок.

## Історія
1659 — дата заснування.
12 червня 2020 року, відповідно до Розпорядження Кабінету Міністрів України  № 725-р «Про визначення адміністративних центрів та затвердження територій територіальних громад Харківської області», увійшло до складу Зміївської міської громади.
19 липня 2020 року, в результаті адміністративно-територіальної реформи та ліквідації Зміївського району, село увійшло до складу Чугуївського району Харківської області.

## Населення

### Мова
Розподіл населення за рідною мовою за даними :
| Мова       | Кількість | Відсоток |
| ---------- | --------- | -------- |
| українська | 42        | 84%      |
| російська  | 8         | 16%      |
| Усього     | 50        | 100%     |

## Економіка
- Птахо-товарна ферма.